# Viktor Vasil'evič Grišin
Viktor Vasil'evič Grišin (in russo Виктор Васильевич Гришин?; Serpuchov, 18 settembre 1914, 5 settembre del calendario giuliano – Mosca, 25 maggio 1992) è stato un politico e sindacalista sovietico.

## Biografia
Diplomato nel 1933 all'Istituto moscovita di geodesia, iniziò a lavorare nel settore e perfezionò gli studi presso l'Istituto tecnico Dzeržinskij per il trasporto ferroviario e presso la Scuola superiore del Comitato Centrale del Partito Comunista di tutta l'Unione. Servì dal 1938 al 1940 nell'Armata Rossa ed ebbe poi ruoli dirigenziali sia in ambito industriale che partitico a Serpuchov e poi a livello regionale nell'oblast' di Mosca. Nel 1952 entrò nel Comitato Centrale del PCUS, di cui avrebbe fatto parte fino al 1986. Dal 1956 al 1967 fu inoltre presidente del Consiglio centrale dei sindacati e vicepresidente della Federazione sindacale mondiale, mentre dal 1967 al 1985 fu Primo segretario del Comitato moscovita del Partito e dal 1971 al 1986 fece parte del Politburo.